# 田堉
田堉（？—？），浙江處州府縉雲縣人，明朝政治人物。

## 生平
永樂元年（1403年）癸未科浙江鄉試舉人，二年（1404年）甲申科進士。改翰林院庶吉士，編撰《永樂大典》。